# Эквалл, Эва
Э́ва Мо́ника А́нна Э́квалл-Джо́нсон (исп. Eva Mónica Anna Ekvall Johnson; 15 марта 1983, Каракас, Венесуэла — 17 декабря 2011, Хьюстон, Техас, США) — венесуэльская фотомодель, телеведущая и писательница.

## Биография

### Ранние годы и образование
Эва Моника Анна Эквалл-Джонсон родилась 15 марта 1983 года в Каракасе (Венесуэла) в семье Эрика Эквалла, американского политика шведского-венгерского происхождения, и Доун Джонсон, родом из Ямайки. У Эвы был брат — Алек Эквалл.
Эва окончила «Universidad Santa Maria», получив степень бакалавра в области общения. Свободно говорила на английском и испанском языках, в силу того, что она долгое время проживала в Венесуэле и США.

### Карьера
В 2000 году Эва получила титул «Мисс Венесуэла» и участвовала в конкурсе «Мисс Вселенная» в следующем году.
Позже работала телеведущей, писала книги.

### Личная жизнь, болезнь и смерть
В сентябре 2007 года Эва вышла замуж за радиопродюсера Джона Фабио Бермудеса, от которого 28 июня 2009 года родила своего единственного ребёнка — дочь Миранду Бермудес-Эквалл.
В феврале 2010 года Эва была диагностирована с запущенной стадией рака молочной железы и прошла 8-ми месячный курс лечения, который включал в себя химиотерапию, радиотерапию и мастэктомию. Эквалл мужественно боролась с болезнью и призывала следить за здоровьем других женщин — проходить диагностику на предмет рака и при любых ухудшениях здоровья мчаться к врачу. Девушка написала книгу «Не в фокусе», и на фотографиях предстала облысевшей от химиотерапии, лежащей в больничной кровати. Это стало шоком для народа, не привыкшего видеть её без макияжа.

«Я была страшно рассержена на себя, что проморгала болезнь, о которой должна была знать. У моей тёти дважды был рак груди, а бабушка от него умерла. А я упустила время и позволила ему развиваться…».— 
. Лечение не помогло Эве и спустя год и 10 месяцев борьбы с болезнью, 17 декабря 2011 года, 28-летняя модель скончалась в Хьюстоне (штат Техас, США).